# Karl-Wilhelm von Schlieben
Karl-Wilhelm von Schlieben (30 tháng 10 năm 1894 – 18 tháng 6 năm 1964) là một vị Tướng Đức phục vụ trong Wehrmacht trong Thế chiến II.

## Tiểu sử
Schlieben gia nhập quân đội Phổ vào tháng 8 năm 1914 và phục vụ trong suốt Thế chiến I. Ông giữ chức vụ chỉ huy trung đoàn thuộc Sư đoàn 1 Panzer tại trận đánh nước Pháp năm 1940. Sau đó ông phục vụ với vai trò Brigade Commander của Sư đoàn 4 Panzer tại Mặt trận phía Đông từ tháng 6 năm 1942. Sư đoàn này bị tiêu diệt vào tháng 2 năm 1943 trong trận Stalingrad. Schlieben sau đó chỉ huy Sư đoàn 208 Bộ binh tiếp tục chiến đấu tại Mặt trận phía Đông.

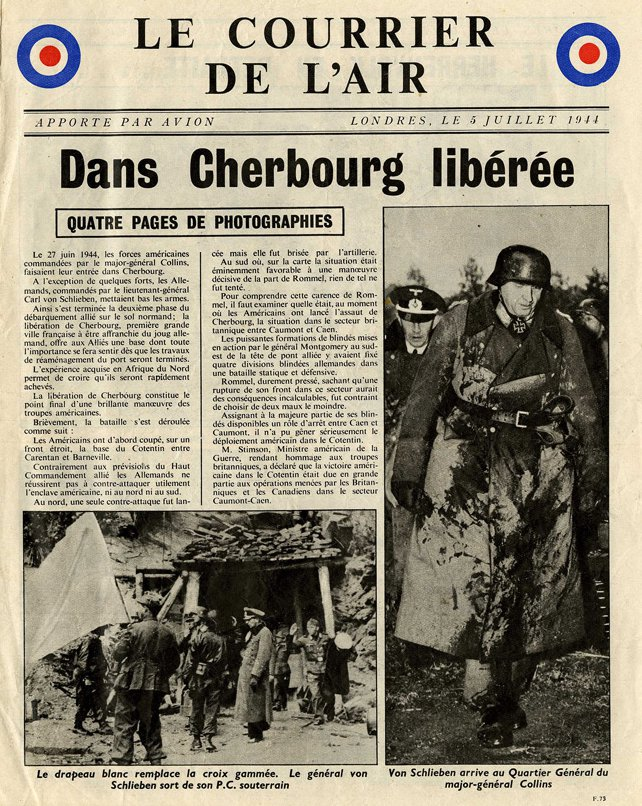
British propaganda showing the general captured in 1944.

Tháng 4 năm 1943, ông nắm quyền chỉ huy Sư đoàn 18 Panzer vốn được triển khai ở Mặt trận phía Đông và bị giải thể sau trận Kursk. Tháng 12 năm 1943, ông được bổ nhiệm làm chỉ huy Sư đoàn 709th Static Infantry đóng tại Normandy, Pháp.

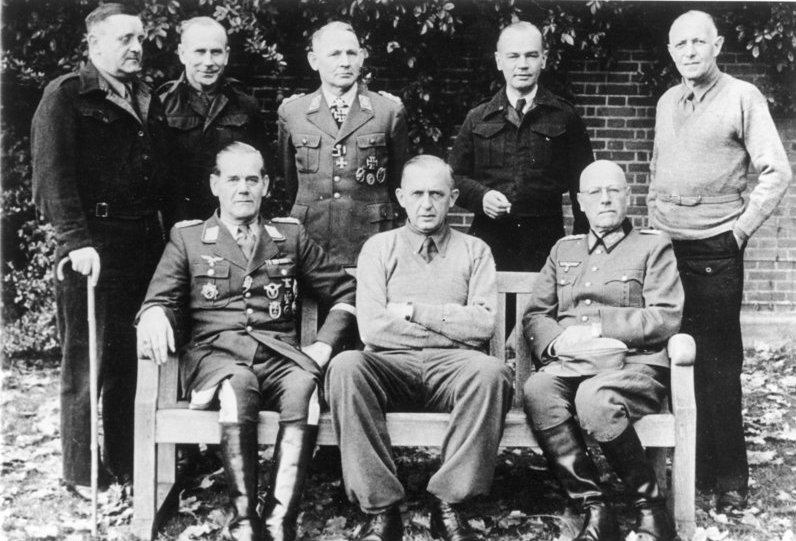
At Trent Park

Đơn vị này được giao nhiệm vụ chiếm đóng ở Pháp. Khi cuộc đổ bộ lên Normandy diễn ra, thì sư đoàn này cũng đang hiện diện tại đây, và do đó nó đã tham chiến vào những ngày đầu trận đánh Normandy, và nhanh chóng bị mắc kẹt ở Cotentin. Khi lực lượng Hoa Kỳ hoàn thành đánh chiếm bán đảo, tàn dư của Sư đoàn đã rút về Cherbourg.
Ngày 23 tháng 6 năm 1944, Schlieben được bổ nhiệm làm chỉ huy tại Cherbourg, nơi mà chỉ huy tối cao của Đức xem là pháo đài. Ba ngày sau von Schlieben và hơn 800 lính đã đầu hàng Thiếu tướng Manton S. Eddy chỉ huy Sư đoàn 9 Bộ binh Hoa Kỳ. Ông bị giam giữ tại Trent Park trước khi được chuyển đến Đảo Farm ngày 9 tháng 8 năm 1945. Ông được thả vào ngày 7 tháng 10 năm 1947. Schlieben mất ngày 18 tháng 6 năm 1964 tại Gießen.